# Руђевид
Рујевит (или Руђевид, Ругевит) је словенски бог који је поштован у Кореници на острву Рујну. Његово име је распрострањено међу Словенима, а карактерише га седам глава које се повезују са летњим делом године (које траје седам месеци), али његова улога и дан данас није нимало разјашњена.

## Етимологија
Ово божанство се најчешће назива Рујевид(т) или Руђевид(т) и његово име се везује за реч:
- рујан - рујно са значењем ватрен, страстан, тамноцрвен што се опет везује са Сунцем односно летњим делом године када ватрено Сунце влада.

### Тумачења наставка -вид (вит)
- Вид — вид, увид, знање.
- Вит — представља корен вит односно вет са значењем реч.
- Вит — као скраћеница од речи витез тј коњаник, што је могуће решење загонетке јер се Световид сматрао коњаником и имао свог посебног коња који је у његово име предсказивао.
- Вит — се повезује са кореном ви или ве са значењем дувати (вејати) односно (снажно) дисати, у прилог чему иде чињеница да жреци приликом чишћења храма нису смели дисати (удисати и издисати) у светилишту, већ су истрчавали напоље да би издахнули и поново удахнули.

## Рујевитово светилиште на острву Рујну
- Извод из Геста Данорум (лат. Gesta Danorum) Саксона Граматика:

Он је стајао у једном светилишту застртом двема црвеним завесама. То беше идол са седам глава, у десној руци држи мач, а седам других мачева висе му о појасу. Струк му је дебљи но у човека. Био је толико висок да му је владика Апсалон, дижићи се на прсте, једва могао дотаћи браду својом секирицом, коју обично уза се носаше.
Поред Руђевидовог светилишта налазаше се и Поревидов храм. Овај је бог имао пет глава, али не носаше оружје.
Саксон такође напомиње и да је његов кумир био израђен од храстовине.

## Тумачења на основу описа кумира

### Божанство соларног карактера
На основу описа Руђевидовог кумира, његови основни атрибути јасно указују на његову припадност соларном кругу богова. То су на првом месту мачеви, као карактеристика соларних богова, затим црвена боја која се као боја радости, весеља и крви тумачи као боја живота и често се везује за Сунце и на крају чињеница да је кумир направљен од храстовине која се везује за Перуна који је најзначајнији међу соларним словенским божанствима.

### Веза Руђевид - Поревид
Сама близина два светилишта и описи кумира довела су тумачења да они заједно симболизују годину. На то указује укупни број њихових глава тј. 12 који одговара броју месеца у години и њихова расподела 7 - 5, који би одговарао традиционалној подели године на летњи део (од 7 месеци) и зимски део (од 5 месеци). То се још више потврђује, ако се има у виду да се Руђевид (летњи део године) сматра соларним богом, а Поревид (зимски део године) хтонским богом.
- „Поревид нема оружје, везује се за плаву боју што су хтонска обележја."

### Опис брда Руја
Наш чувени етнолог Јован Ердељановић у свом делу описао је брдо Руја у близини села Лучани, на коме можда постоје остаци светилишта посвећеног Рујевиду.
На западу од села, кад се узмемо пети од друма ка брду Руји, наилазимо на десетак великих, правилних хумки. О њима је писао др Сима Тројановић, а неке од њих је и раскопавао. И на Руји их има неколико. За једну гомилу на врху Рује веле, да је остатак некадашње карауле, о којој више ништа не знају.